# عشق برادرانه (فیلم ۱۹۲۸)
عشق برادرانه (انگلیسی: Brotherly Love) فیلمی صامت در ژانر کمدی به کارگردانی چارلز ریسنر محصول سال ۱۹۲۸ کشور ایالات متحده آمریکا است.

## بازیگران
- کارل دان - Oscar
- جورج آرتور - Jerry
- جین آرتور - Mary
- Richard Carlyle - Warden Brown
- ادوراد کانلی - Coggswell
- مارسیا هریس - Mrs. Coggswell